# Glenea cincticornis
Glenea cincticornis är en skalbaggsart som beskrevs av Schwarzer 1930. Glenea cincticornis ingår i släktet Glenea och familjen långhorningar. Inga underarter finns listade i Catalogue of Life.